# Steinkasbach
Der Steinkasbach ist ein Bach in der Gemeinde Virgen (Bezirk Lienz). Der Steinkasbach mündet südlich von Niedermauern in die Isel.

## Verlauf
Der Steinkasbach entspringt in mehreren Quellbächen am sogenannten Steinkas, einem Talkessel in der Lasörlinggruppe zwischen Merschenhöhe, Wohl, Gritzer Riegel, Speikboden und Donnerstein. Der westlichste Quellbach entspringt in rund 2420 Metern Höhe, ein weiterer Quellbach entwässert den Steinkassee. Der Steinkasbach fließt in nordöstlicher Richtung durch ein enges Trogtal. er nimmt rechtsseitig den Zupalbach auf und fließt in der Folge durch ein bewaldetes Tal, in dem rechtsseitig der Achselbach einmündet. Kurz nach Eintritt in das Virgental mündet der Steinkasbach südlich der Ortschaft Niedermauern rechtsseitig in die Isel.

## Energiewirtschaftliche Nutzung
Der Steinkasbach wurde 1920 von ortsansässigen Bauern mittels Venezianergatter für ein Sägewerk nutzbar gemacht. Im Jahr 1954 wurde die offen verlegte Holzleitung durch eine Patentholzrohrleitung aus Lärchenholz ersetzt und eine neue Turbine eingebaut. Diese wurde jedoch bei den Hochwässern in den Jahren 1965/66 zerstört. Im Zuge einer Sanierung erhielt das Kraftwerk eine neue Druckrohrleitung die bis 1995 verwendet wurde. Das Kraftwerk Steinkasbach verfügt heute über eine Ausbauwassermenge von 300 Liter pro Sekunde und ein Regelarbeitsvermögen von rund 798.500 kWh. Die zweidüsige Pelton-Turbine wird mit Wasser aus der 480 Meter langen Druckrohrleitung betrieben, die eine Nettofallhöhe von 63,5 Metern aufweist.